# Pseudochazara zagoriensis
Pseudochazara zagoriensis är en fjärilsart som beskrevs av Aussem 1978. Pseudochazara zagoriensis ingår i släktet Pseudochazara och familjen praktfjärilar. Inga underarter finns listade i Catalogue of Life.